# بومبيوس الكبير
غنايوس بومبيوس ماغنوس (باللاتينية: Gnaeus Pompeius Magnus؛ 29 سبتمبر 106 ق.م – 28 سبتمبر 48 ق.م)، والمعروف باسم بومبي أو بومبيوس الكبير، هو قائد عسكري وسايسي من الجمهورية الرومانية. لعب دورا مهمًا في تحول روما من جمهورية إلى إمبراطورية. في بداية مهنته، كان مناصرًا وتلميذًا لدى القائد والدكتاتور الروماني سولا؛ لاحقا، أصبح الحليف السياسي، وأخيرا العدو، ليوليوس قيصر.
أحد أبناء النبلاء السيناتوريين، بدأ بومبيوس مشواره العسكري وهو في سن صغير. لمع نجمه أثناء خدمته لسولا بمرتبة قائد في الحرب الأهلية من العام 83-81 ق.م. قيادة بومبيوس الناججة وهو في شبابه خولته لأن ينتخب قنصلا من دون الحاجة إلى اتباع تقاليد «هرم المناصب الروماني» (الخطوات اللازمة لتدرج في المناصب السياسية). انتخب قنصلا لثلاث فترات (70، 55، 52 ق.م). احتفى بثلاثة احتفالات للنصر، وشارك في قيادة الجيوش في الحرب السرتورية وحرب العبيد الثالثة والحرب المثرداتية الثالثة، وفي العديد من الحملات العسكرية الأخرى. نجاحات بومبيوس المبكرة منحته السمة «ماغنوس» - «الكبير» - تيمنًا ببطل طفولته الإسكندر الأكبر. أطلق عليه أعدائه اللقب «أدوليسينتولوس كارنيفيكس» («المراهق الجزار») بسبب قسوته.
في عام 60 ق.م، دخل بومبيوس مع كراسوس وقيصر في حلفٍ غير رسمي عرف باسم الحكم الثلاثي الأول، معززا بزواج بومبيوس من ابنة قيصر، جوليا. بعد وفاة جوليا وكراسوس (في عام 54 و53 ق.م)، انتقل بومبيوس إلى حزب سياسي يعرف باسم «أوبتيميتس»—وهو حزب متحفظ في مجلس الشيوخ الروماني. بدأ بومبيوس وقيصر بعد ذلك بالتنافس على زعامة روما كليًا، مما أدى إلى نشوب حرب قيصر الأهلية. هُزم بومبيوس في معركة فارسالوس في عام 48 ق.م، ولجأ إلى مصر البطلمية، حيث تم اغتياله على يد رجال حاشية بطليموس الثالث عشر.

## بداية حياته ومهنته

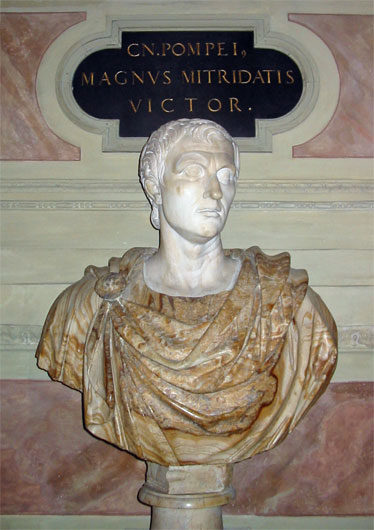
تمثال نصفي لبومبيوس

ولد بومبيوس في بسينوم في 29 من سبتمر 106 ق.م، الابن البكر لنبيلٍ إقطاعي اسمه غنايوس بومبيوس سترابو. على الرغم من كونها عائلة عريقة في بسينوم، لم يحز أحد من فرع سترابو على مكانة بمجلس الشيوخ في روما؛ أكمل هرم المناصب الروماني التقليدي، وأصبح قنصلا عام 89 ق.م، وقد عرف ببخله والإزدواجية في السياسة والقساوة العسكرية. بدأ بومبيوس مشواره بالخدمة بجانب أبيه في الحرب الإجتماعية (91-87 ق.م).
توفي سترابو في عام 87 ق.م أثناء الحرب الأهلية القصيرة المعروفة باسم «حرب أوكتافيوس»، ولكن المصادر اختلفت فيما إذا كان قد مات بسبب المرض، أو أن جنوده قتلوه. قبيل وفاته، اتهم سترابو بالاختلاس؛ بصفته وريثه الشرعي، حُكم على بومبيوس بأنه مسؤول عن جرائم والده المزعومه وقاموا بمحاكمته. تمت تبرئته من هذه التهمة، وذلك بعد موافقته على الزواج من ابنة القاضي، أنتستيا.
أحد أهم التحديات التي برزت على الساحة في عام 87 ق.م هو تعيين القنصل لوسيوس كورنيليوس سولا قائدا على الجيوش الرومانية في الحرب المثرداتية الأولى، وهي فرصة ستمكنه من تكوين ثروة كبيرة. أثناء غيابه في الشرق، قام أعداءه بقيادة لوسيوس كورنيليوس كينا وغنايوس بابيريوس كاربو وغايوس ماريوس الأصغر بإعادة سيطرتهم على مجلس الشيوخ الروماني. عودة سولا عام 83 ق.م أشعلت حربا أهلية في أنحاء الدولة الرومانية.

## صعوده
بعد انتهاء قنصليته لم يغادر بومبيوس روما كعادة القناصل المنتهية فترة قنصليتهم، وأقام يترقب الفرصة لتولي قيادة عسكرية ترضي غروره وطموحه، وسرعان ما سنحت الفرصة حين نشطت جماعات القراصنة في شرق البحر الأبيض المتوسط وتعطلت الملاحة فيه فصدر قانون سنة 67 ق.م يمنح بومبيوس سلطانًا مطلقًا (imperium infinitum) على جميع سواحل البحر المتوسط لمدة ثلاث سنوات وهو سلطان لم يسبق أن تمتع به قائد روماني من قبل ويعتبر سابقه لسلطة الإمبراطور الروماني فيما بعد.
ولما كان بومبيوس قد تمكن من القضاء على القراصنة في ثلاثة أشهر. وصدر قانون آخر يكلفه في سنة 66 ق.م بالتوجه إلى آسيا الصغرى للقضاء على فتنة فيها وقضى عليها وقاد جيوشه الرومانية دون تكليف من مجلس الشيوخ الروماني واستولى على سوريا وفلسطين سنة 64 ق.م.
ورغم انتصارات بومبيوس العظيمة فإنه أثار شكوك مجلس الشيوخ الروماني نحوه لأنه قاد الجيوش الرومانية وراء الحدود دون وجه حق ودون تكليف من مجلس الشيوخ الروماني.
لذلك حين عاد إلى روما لم يعترف مجلس الشيوخ الروماني بفتوحه في سوريا، وفي هذا الموقف التقى بالسياسي الآخر الذي كان يشق طريقه إلى المجد وهو يوليوس قيصر.

## موته
بعد عبور يوليوس قيصر نهر الروبيكون ونشوء الحرب الأهلية بين الرومان اتحد بومبي مع مجلس الشيوخ الروماني والنبلاء ضد يوليوس قيصر وفروا من المدينة مما جعل روما مفتوحة الأبواب ليوليوس قيصر الذي هم بملاحقة بومبي وأعضاء المجلس الروماني في جنوب إيطاليا ومن ثم إلى اليونان حيث وقعت بين جيوش بومبي وقيصر الكثير من المعارك كانت نهايتها معركة فارسالوس التي خرج منها قيصر منتصرًا على جيش بومبي الذي يفوقه عددًا بمعدل ثلاثة إلى واحد.
بعد هذه الهزيمة النكرة استسلم أبرز النبلاء الرومان وأعضاء مجلس الشيوخ الروماني ليليوس قيصر عدا كاتو الذي فر إلى أفريقيا لإنشاء جيش جديد وبومبي الذي فر إلى الأسكندرية التي كان يرتبط بحكامها الفراعنة بعلاقات جيدة ولكن عند وصوله وأثناء تفاوضه مع مستشارين بطليموس الثالث عشر وصلت أنباء قدوم قيصر متتبعًا بومبي مما جعل مستشارين الفرعون يقتلون بومبي عدو قيصر وذلك لتحسين علاقتهم معه لكن قيصر لم يكن سعيدًا بهذه المفاجأة حيث كان بومبي حليفه بالسابق وزج ابنته جوليا قيصر مما أدى قيصر لقتل مستشارين الفرعون المسئولين عن اغتيال بومبي وتنحية بطليموس الثالث عشر عن الحكم وتقليد كليوباترا السابعة حاكمة.